# گویوک (یولاخ)
گویوک یا کویوک (به لاتین: Köyük یا Göyük) منطقه‌ای مسکونی در جمهوری آذربایجان است که در شهرستان  واقع شده است.